# Ervin Omić
Ervin Omić (* 20. Jänner 2003 in Ried im Innkreis) ist ein österreichischer Fußballspieler.

## Karriere

### Verein
Omić begann seine Karriere bei der SV Ried. Im Jänner 2017 wechselte er in die Akademie des FC Red Bull Salzburg. Nach zwei Jahren in Salzburg wechselte der Mittelfeldspieler im Jänner 2019 nach Italien in die Jugend des Rekordmeisters Juventus Turin. Im Mai 2021 stand er erstmals im Kader der zweiten Mannschaft von Juventus, kam allerdings in der Saison 2020/21 für diese noch nicht zum Einsatz. Sein Debüt für die U23 in der Serie C gab er im März 2022 unter Lamberto Zauli gegen Calcio Lecco. Dies blieb jedoch sein einziger Einsatz für die Reserve von Juventus.
Zur Saison 2022/23 kehrte Omić nach Österreich zurück und wechselte zum Bundesligisten Wolfsberger AC, bei dem er einen bis Juni 2025 laufenden Vertrag erhielt. Für den WAC absolvierte er 75 Partien in der Bundesliga. In der Saison 2024/25 gewann er mit den Wolfsbergern den ÖFB-Cup. Nach seinem Vertragsende verließ er den Verein nach der Saison 2024/25.
Daraufhin wechselte er im August 2025 nach Polen zu Zweitligist Wisła Krakau.

### Nationalmannschaft
Omić spielte im Oktober 2017 erstmals für eine österreichische Jugendnationalauswahl. Im September 2019 debütierte er gegen England im U-17-Team, für das er bis Oktober 2019 fünfmal spielte. Im Juni 2021 kam er gegen Italien zu seinem einzigen Einsatz für die U-18-Mannschaft. Im September 2021 debütierte er dann für die U-19-Auswahl. Mit der U-19-Auswahl nahm er 2022 an der EM teil. Während des Turniers kam er in allen vier Partien als Kapitän zum Einsatz, mit Österreich schied er aber in der Gruppenphase aus und verpasste anschließend auch die Qualifikation für die WM.
Im September 2022 gab er gegen Montenegro sein Debüt für die U-21-Auswahl.

## Erfolge
- Österreichischer Cupsieger: 2025

## Persönliches
Sein Bruder Denis (* 1999) war ebenfalls Fußballer, musste seine Karriere allerdings 2018 verletzungsbedingt im Alter von 19 Jahren beenden.